# Kailstadt-Mühlhelde
Kailstadt-Mühlhelde ist ein Naturschutzgebiet auf den Gemarkungen der Boxberger Stadtteile Schweigern und Bobstadt im Main-Tauber-Kreis in Baden-Württemberg.

## Geschichte
Durch Verordnung des Regierungspräsidiums Stuttgart über das Naturschutzgebiet Kailstadt-Mühlhelde vom 2. Oktober 1998 wurde ein Schutzgebiet mit 37 Hektar ausgewiesen.

## Schutzzweck
„Schutzzweck des Naturschutzgebietes ist die Entwicklung, Erhaltung und Pflege eines reich strukturierten, gut ausgebildeten, repräsentativen tauberfränkischen Muschelkalkhanges als Lebensraum für eine artenreiche Pflanzen- und Tierwelt und als kulturhistorisches Zeugnis der kleinteiligen, extensiven Landnutzungsformen, die den Charakter dieser Landschaft geprägt haben. Der Lebensraumkomplex umfaßt folgende Biotoptypen: Magerrasen und Wacholderheiden (teilweise in Sukzession oder aufgeforstet), wärmeliebende Saumbereiche, Steinriegel- und Trockenmauerrelikte, Streuobstwiesen, Wiesen, Hecken, Gebüsche, Feldgehölze und Ackerland sowie kleinflächig Sumpfseggen-Riede, Waldsimsen-Sümpfe und Hochstaudenfluren“ (LUBW).